# Mattfibbla
Mattfibbla (Pilosella peleteriana) är en växtart i familjen korgblommiga växter. 

## Beskrivning
Mattfibbla är en lågväxt, flerårig ört med ovanjordiska utlöpare. 
Stjälken blir två till tre decimeter hög, den är bladlös och tätt hårig av stjärnhår, styva enkla hår och körtelhår. Utlöparna är gråvita, korta och kraftiga, med likstora blad som sitter samlade i rosetter mot spetsen.  
Bladen är avlångt elliptiska, vitfiltade på undersidan och har långa borsthår i kanten och på ovansidan. Mattfibbla blommar från maj till juli, blomkorgarna är ganska stora och sitter ensamma i stjälktoppen. Holkfjällen är täthåriga med borsthår, stjärnhår och körtelhår. Blommorna är ljusgula, ibland med röda strimmor på undersidan, och har gula stift.
Mattfibbla är korsbefruktad och är inte apomiktisk. Den karaktäriseras av ensamma blomkorgar, vitfiltade bladundersidor och korta utlöpare med likstora blad som bildar en rosett i spetsen. Den är mycket lik gråfibbla (P. officinarum) och kanske bör betraktas som en underart av denna. Gråfibbla är delvis apomiktisk och mångformig med längre utlöpare där bladen minskar i storlek mot spetsen. 
Mattfibbla kan hybridisera med revfibbla (P. lactucella) och sexuella former av gråfibbla (P. officinarum) där de växer tillsammans. 

## Utbredning
Mattfibbla förekommer i nästan hela landet och är ganska vanlig i södra Sverige. Den växer på torra soliga ställen, som grusåsar och torrbackar.